# SIKART
SIKART (en allemand Schweizerisches Institut für Kunstwissenschaft) est à la fois un dictionnaire électronique et une base de données sur l'art en Suisse et au Liechtenstein, du Moyen Âge à nos jours

## Spécificités de la base de données
Successeur du Dictionnaire biographique de l'art suisse publié en deux volumes en 1998 par l'Institut suisse pour l'étude de l'art, la base de données regroupe l'ensemble des artistes intégrés dans SIKART les artistes « actifs dans les domaines des arts visuels (peinture, dessin, aquarelle, gravure, sculpture, arts plastiques, vidéo, installation, photographie, performance, art numérique et art en ligne), qui ont créé des œuvres personnelles de manière avérée (pour les artistes historiques), dont la pratique artistique est exercée de manière professionnelle et qui sont ainsi reconnus par le milieu artistique (pour les artistes contemporains) et possédant la nationalité suisse ou liechtensteinoise ou étrangers actifs sur le territoire de la Suisse ou du Liechtenstein pendant une période conséquente », à l'exclusion des artistes spécialisés dans les domaines des arts appliqués (graphisme, design, fonderie d’art, orfèvrerie, céramique, photographie documentaire, etc.). 
Libre d'accès depuis juillet 2008, le site propose, en mars 2009, 34 000 références bibliographiques dans les trois langues principales du pays, ainsi qu'en anglais.